# Hôtel de l'ordre du Saint-Sépulcre de Mayence
L’hôtel de l'ordre du Saint-Sépulcre (en allemand, Johanniterkommende Zum Heiligen Grab) est un édifice historique allemand de la ville de Mayence. Propriété du diocèse de Mayence, il abrite le siège de l'ordinariat ecclésiastique.

## Situation
L'édifice est situé au n° 2 de la place de l'Évêque, dans le centre historique de la ville.

## Histoire
L'hôtel est construit de 1740 à 1748, à la place d'une ancienne grande maison-tour quadrangulaire de style gothique ayant appartenu aux chanoines de l'ordre canonial régulier du Saint-Sépulcre dont la présence est confirmée à Mayence dès le XIIe siècle.
Sous le Premier Empire, une école de l'artillerie, commandée par le baron Jean Nicolas Humbert de Fercourt, occupe le bâtiment de 1813 à 1814. Puis il abrite la direction du génie militaire de Mayence jusqu'en 1918.
À partir de 1930 et jusqu’à la fin de Seconde Guerre mondiale, des frères mineurs conventuels s’y établissent. Les deux ailes latérales sont gravement endommagées par les bombardements de 1945. Restaurée en 1954, l'ancienne commanderie accueille l'ordinariat ecclésiastique en 1969.

## Architecture
Le bâtiment est érigé par l'architecte Johann Caspar Bagnato, architecte du bailliage de Souabe Alsace Bourgogne de l’Ordre Teutonique avec  la participation de Anselm Franz Freiherr von Ritter zu Groenesteyn, le directeur général des constructions du prince-électeur de Mayence. L'hôtel de l'ordre du Saint-Sépulcre est une maison luxueuse et vaste, bâtie de manière indépendante, en retrait de la rue, avec une cour séparant le porche d'entrée du logis des maîtres. Typique du classicisme, il comporte un corps de logis central au fronton triangulaire.
La cour d'honneur derrière un grand portail était en pavés carrés, rectangulaires. Elle était encadrée des communs plus bas que le corps de logis, avec fronton triangulaire. Après ce dernier, une coin jardin avec ses deux ailes perpendiculaires, un jardin à la française avec statues, bustes, degrés, parterres, etc., tout comme la chapelle du Saint-Sépulcre voisine.
La chapelle du Saint-Sépulcre, érigée pendant le XIIe siècle, a probablement été  prise en charge au siècle suivant par l'ordre de Saint-Jean de Jérusalem, mais cela reste à confirmer.
La chapelle était à côté de la Cathédrale Saint-Martin de Mayence, la seule église romane de la ville et avait un plan d'étage rare en forme de trèfle (Trikonchos). Le bâtiment fait l'objet d'une inscription au titre des Kulturdenkmal de Mayence.
Dans le jardin on trouve la maison de Karl Lehmann, évêque de Mayence.